# الحارش (يركود)
الحارش هو دُوَّار يقع بجماعة بني عروس، إقليم العرائش، جهة طنجة تطوان الحسيمة في المملكة المغربية. ينتمي الدوّار لمشيخة يركود التي تضم 15 دوار. يقدر عدد سكانه بـ 431 نسمة حسب الإحصاء الرسمي للسكان والسكنى لسنة 2004.

## روابط خارجية
- البوابة الوطنية للجماعات الترابية
- المندوبية السامية للتخطيط